# Metternichia princeps
Metternichia es un género monotípico de plantas con flores perteneciente a la subfamilia Goetzeoideae, incluida en la familia de las solanáceas. Su única especie, Metternichia princeps, es nativa de Brasil.

## Descripción
Metternichia princeps es un árbol que alcanza un tamaño de 5-6 (10) metros de altura cuyo tejido vascular interior se forma de floema. Las hojas son de 2.4 a 9.5 cm de largo y 0,8 a 3,6 cm de ancho. Las flores son individuales o en pequeños racimos con pronunciadas brácteas. Los frutos son cápsulas verdes, leñosas con un tamaño de 3.5 a 4.5 × 0,6 a 0,9 cm, donde hay de cuatro a cinco semillas. La número de cromosomas es x = 13.

## Distribución
La especie se encuentra principalmente en la Brasil en la Mata Atlántica de Río de Janeiro, pero también se encuentra en el norte de la misma. Crece en zonas costeras hasta una altitud de 800 m.

## Taxonomía
Metternichia princeps fue descrita por John Miers y publicado en London J. Bot. 5: 145. 1846
Sinonimia
- Metternichia princeps var. princeps[2]